# Manay
Manay es un municipio filipino de segunda categoría, situado en la parte sudeste de la isla de Mindanao. Forma parte de  la provincia de Dávao Oriental situada en la Región Administrativa de Dávao (en cebuano Rehiyon sa Davao), también denominada Región XI. Para las elecciones está encuadrado en el Primer Distrito Electoral.

## Barrios
El municipio  de Manay se divide, a los efectos administrativos, en 17 barangayes o barrios, conforme a la siguiente relación:
| - Capasnán - Cayaguán - Central (Población) - Concepción | - Del Pilar - Guza - Santa Cruz (Holy Cross) - Mabini | - Manresa - Old Macopa - Rizal - San Fermín | - San Ignacio - San Isidro - Taocanga - Zaragoza - Lambog |